# Cratere Knobel
Knobel  è un cratere sulla superficie di Marte.